# Цитрат кобальта(II)
Цитрат кобальта(II) — химическое соединение,
соль кобальта и лимонной кислоты
с формулой Co3(C6H5O7)2,
слабо растворяется в воде,
образует кристаллогидраты — розовые кристаллы.

## Физические свойства
Цитрат кобальта(II) образует кристаллы.
Слабо растворяется в воде.
Образует кристаллогидраты состава Co3(C6H5O7)2•n H2O, где n = 2 и 4 — розовые кристаллы, которые теряют воду при 150°С.